# Наби, Хейки

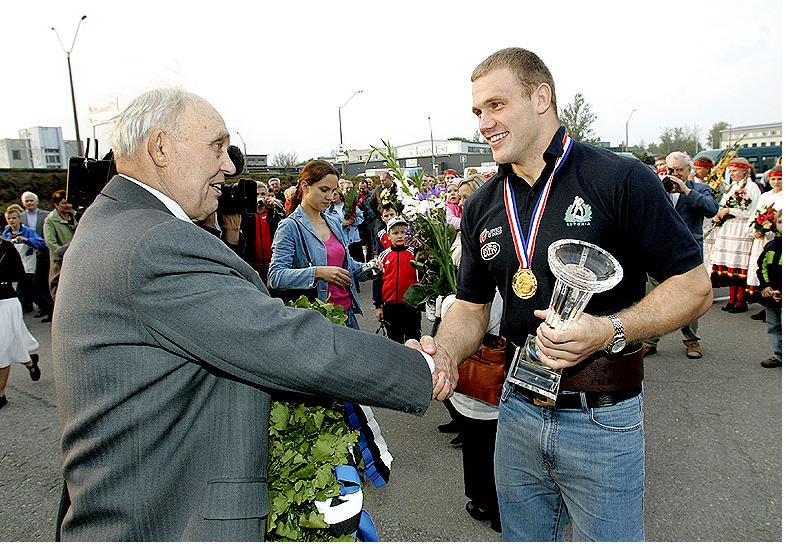
Аугуст Энглас и Хейки Наби (справа)

Хе́йки На́би (эст. Heiki Nabi, 6 июня 1985, Кярдла, Эстонская ССР, СССР, ныне уезд Хийумаа, Эстония) — эстонский борец греко-римского стиля, серебряный призёр Олимпийских игр 2012 года, двукратный чемпион мира, призёр Европейских игр 2015 года, многократный чемпион Эстонии. Выступает в весовой категории до 130 кг, ранее выступал в категории до 96 кг.

## Биография
Хейки Наби родился в деревушке Хиллесте, близ города Кярдла на острове Хийумаа, Эстония.
Рост спортсмена 192,5 см, вес составляет 111 кг.
Первым тренером Хейки был Тийт Мадалвее, в настоящее время тренером является Хенн Пыллусте.
В 2006 году носил титул лучшего спортсмена Эстонии.
В конце 2010 года был женат на Эгле Эллер. 28 мая 2011 в семье Наби родилась дочь Рената. В 2015 году был знаменосцем Эстонии на I Европейских играх и завоевал бронзовую медаль. На чемпионате мира по борьбе 2017 года завоевал серебряную медаль.
На предолимпийском чемпионате планеты в Казахстане в 2019 году в весовой категории до 130 кг, Хейки завоевал бронзовую медаль и получил олимпийскую лицензию для своего национального Олимпийского комитета.

## Спортивные достижения

### Чемпионаты мира по греко-римской борьбе[6]
2005 Вильнюс  Литва – 5 место (96 кг) (25 участников) (юниоры);
2006 Гуанчжоу  Китай – 1 место (96 кг) (27 участников);
2007 Баку  Азербайджан – 24 место (96 кг) (42 участника);
2009 Хернинг  Дания – 11 место (96 кг) (34 участника);
2010 Москва  Россия – 14 место (120 кг) (30 участников);
2011 Стамбул  Турция– 27 место (120 кг) (39 участников);

### Чемпионаты Европы по греко-римской борьбе[6]
2002 Вильнюс –  Литва весовая категория до 100 кг – 16 место (16 участников) (кадеты);
2004 Мурска-Собота –  Словения весовая категория до 96 кг – 4 место (19 участников) (юниоры);
2005 Варна  Болгария весовая категория до 120 кг – 17 место (17 участников);
2006 Москва  Россия весовая категория до 96 кг – 9 место (22 участника);
2007 София  Болгария весовая категория до 96 кг – 5 место (26 участников);
2008 Тампере  Финляндия весовая категория до 96 кг – 5 место (27 участников);
2009 Вильнюс  Литва весовая категория до 96 кг – 7 место (23 участника);
2010 Баку  Азербайджан весовая категория до 120 кг – 14 место (18 участников);
2011 Дортмунд  Германия весовая категория до 120 кг – 5 место (26 участников);
2012 Белград  Сербия весовая категория до 120 кг – 16 место (22 участника)

### Студенческие чемпионаты мира по греко-римской борьбе[6]
2005 год  Турция, Измир  - 3 место (96 кг);
2006 год  Монголия, Улан-Батор - 3 место (96 кг).

## Государственные награды
Кавалер ордена Белой звезды 2 класса (Эстония, 2013 год)